# Ђурковић
Ђурковић је презиме српскохрватског језика. Значајни људи са овим презименом су:
- Зорица Ђурковић (1957), југословенска кошаркашица
- Иван Ђурковић (1986), црногорски рукометаш
- Љубинко Ђурковић (1962), српски политичар и војни официр
- Милош Ђурковић (1956), фудбалер и менаџер босанских Срба
- Никола Ђурковић (музичар) (1812–1876), српски музичар и позоришни уметник
- Павел Ђурковић (1772–1830), српски сликар и иконописац
- Петар Ђурковић (1908–1981), српски астроном
- Ратко Ђурковић (1975), црногорски рукометаш и тренер
- Славиша Ђурковић (1968), црногорски фудбалер